# Yoann Bourgeois
Yoann Bourgeois (7 settembre 1981) è un coreografo, danzatore, scenografo e regista francese.

## Biografia e carriera
Nel 2006, Bourgeois si diploma presso il Centro nazionale per le arti circensi di Châlons-en-Champagne, dove prende lezioni da Alexandre Del Perugia, e presso il Centro nazionale di danza contemporanea di Angers. È l'unico studente ad aver seguito questo doppio curriculum simultaneamente.
A partire dal 2008, dopo tre anni di danza al fianco di Maguy Marin, Bourgeois fonda un centro di danza estivo, L'Atelier du Joueur (Il Laboratorio del Giocatore). Da questo progetto nasce nel 2010 la Compagnie Yoann Bourgeois. Il primo spettacolo, Cavale (Correre), piacque molto al pubblico e Bourgeois diventò artista associato della Maison de la Culture (MC2) di Grenoble.
Nel 2011, L'Art de La Fugue (L'Arte della Fuga), sulle note di Bach, segnò un punto di svolta nella carriera di Bourgeois, per cui la sua arte iniziò ad essere riconosciuta anche all'estero. Dai primi successi seguì un ciclo di creazioni che affermarono il suo interesse per il rapporto gravità/tempo. Nascono Celui qui tombe (Colui che cade) per la Biennale della Danza di Lione, e Minuit (Mezzanotte) al Théâtre de la Ville. Nel 2016, Bourgeois diventa il primo artista circense a essere nominato direttore del Centro Coreografico Nazionale di Grenoble.
Nel suo percorso creativo, Bourgeois ha lavorato negli ambiti del teatro, della musica e dell'installazione (celebre è la sua pièce del 2017 nel Pantheon di Parigi). Ha curato i video musicali per artisti internazionali fra i quali Coldplay e Harry Styles, e ha lavorato nel mondo della moda, dell'advertising, e del design.
Bourgeois è scenografo dei suoi spettacoli in quanto inventa lui stesso le strutture con le quali gli interpreti interagiscono. Le sue opere, di genere "acrobatico-esistenzialista", attingono spesso alla pittura, scultura e architettura. La ricerca poetica e la consapevolezza ambientale, così come la condizione di gioco degli interpreti, sono una costante nelle sue creazioni, dove il rischio di sfidare la gravità diventa una metafora che può alludere all'insensata corsa dell'umanità sulla Terra.

## Principali coreografie

### Teatro
- Cavale (2010)
- L'Art de la fugue (2010)
- Wu-Wei (2012)
- Celui qui tombe (2014)
- Minuit (2014)
- La Mécanique de l'histoire (Pantheon di Parigi, 2017)
- Scala (2018)
- Ophélie (2018)
- Requiem (2018)
- I wonder where the dreams I don’t remember go, per la NDT (2019)[5]
- Les Paroles impossibles (2020)

### Film
- Les Grands Fantômes, lungometraggio (2017)
- Clair de lune, cortometraggio (2018)
- Bounce, spot per Apple (2019)
- Shine, videoclip per Yael Naim (2020)
- Pardon les sentiment, cortometraggio (2020)
- Let Sombody Go, videoclip per Coldplay e Selena Gomez (2022)
- As It Was, videoclip per Harry Styles (2022)
- Good Fortune, videoclip per Viktor & Rolf (2022)

## Riconoscimenti
- 2016 – Candidatura al Premio Laurence Olivier come migliore nuova produzione di danza per Celui qui tombe[6]
- 2017 – Titolo di Cavaliere dell'Ordine delle arti e delle lettere
- 2018 – Primo premio al San Francisco Dance Film Festival come migliore live performance per Les Grands Fantômes[7]
- 2020 – Gold Craft ai British Arrow come migliori effetti in-camera per Bounce[8]